# Una giornata sbagliata
Una giornata sbagliata (Donald's Off Day) è un film del 1944 diretto da Jack Hannah. È un cortometraggio animato della serie Donald Duck, prodotto dalla Walt Disney Productions e uscito negli Stati Uniti l'8 dicembre 1944, distribuito dalla RKO Radio Pictures.

## Trama
Paperino si sveglia e vedendo che è una bella giornata, esce per andare a giocare a golf. Ma quando esce di casa, scoppia un temporale, così il papero è costretto a rientrare in casa a malincuore. Sedutosi in poltrona, Paperino inizia a mangiare della liquirizia e vedendo la sua lingua diventare nera, crede di essere malato. Qui, Quo e Qua ne approfittano così per fargli una serie di scherzi, fino a fargli credere di essere in punto di morte. Il papero dà quindi ai nipoti il suo testamento, secondo cui loro ereditano le sue mazze da golf. Poco dopo però, Paperino si accorge di essere stato imbrogliato e si arrabbia coi nipoti. In quel momento vede che fuori è rispuntato il Sole, così abbandona i suoi propositi di vendetta ed esce con le mazze, ma appena rimette piede fuori di casa il temporale ricomincia (e quindi viene colpito da un fulmine). Sconsolato, Paperino è costretto a rincasare un'altra volta.

## Distribuzione

### Edizione italiana
Il primo doppiaggio italiano del film è stato eseguito negli anni ottanta, con Franco Latini come voce di Paperino, per la pubblicazione del corto all'interno della ristampa della VHS Paperino e la sua banda di paperi. Un secondo doppiaggio, eseguito nel 1989, viene utilizzato nella riedizione della VHS, uscita a settembre dello stesso anno, nonché trasmesso in TV e pubblicato in DVD.

### Edizioni home video

#### VHS
- Troppo vento per Winny-Puh (giugno 1983)
- Paperino e la sua banda di paperi (ottobre 1985)[1]
- Troppo vento per Winny-Puh (marzo 1988)
- Paperino e la sua banda di paperi (settembre 1989)[2]
- Paperino & la sua banda (marzo 1991)

#### DVD
Il cortometraggio è incluso nel DVD Walt Disney Treasures: Semplicemente Paperino - Vol. 2.